# 졸리브이
졸리브이(Jolly V, 본명: 이진경; 1989년 4월 16일 ~ )은 대한민국의 래퍼이다.